# Theophrasteae
Theophrasteae es una tribu de plantas   perteneciente a la familia Primulaceae. El género tipo  es: Theophrasta L. Tiene los siguientes géneros.

## Géneros
- Bonellia Bertero ex Colla ~ Jacquinia L.
- Clavija Ruiz & Pav.
- Deherainia Decne.
- Horta Vell. = Clavija Ruiz & Pav.
- Jacquinia L.
- Jaquinia L., orth. var. = Jacquinia L.
- Neomezia Votsch
- Theophrasta L.
- Votschia B. Ståhl
- Zacintha Vell. = Clavija Ruiz & Pav.